# دلتا كونكشن الرحلة 4819
دلتا كونيكشن الرحلة 4819 هي رحلة ركاب دولية مجدولة من مطار منيابولس سانت بول الدولي في الولايات المتحدة، والتي تحطمت وانقلبت على المدرج عند هبوطها في مطار تورنتو بيرسون الدولي في كندا، في رحلة روتينية في 17 فبراير 2025. كانت الطائرة من طراز بومباردييه سي آر جيه 900 طائرة إقليمية نفاثة تديرها شركة طيران إنديفور [الإنجليزية]، وهي شركة تابعة مملوكة بالكامل لشركة خطوط دلتا الجوية.
كان على متن الطائرة 80 شخصًا، منهم 76 راكبًا و4 من أفراد الطاقم. نجا جميع الركاب وأفراد الطاقم، ولكن أُبلغ عن إصابة 21 شخصًا.

## الخلفية

### الطائرة
كانت الطائرة المعنية من طراز بومباردييه سي آر جيه 900 أل آر، التي يبلغ عمرها 16 عامًا، والتي جُمعت في عام 2008 وتعمل بمحركين توربينيين من طراز سي إف 34-8C5 من إنتاج شركة جنرال إلكتريك. كانت تحمل الرقم التسلسلي للشركة المصنعة 15194 وكانت مسجلةً باسم N932XJ
طائرة سي آر جيه 900 أل آر هي نسخة من سلسلة سي آر جيه 900 من الطائرات الإقليمية التي تنتجها شركة بومباردييه، والتي عُدلت لتشغيل رحلات طويلة المدى بفضل وزن الإقلاع الأقصى الأعلى (MTOW) مقارنة بالنسخة الأساسية من سي آر جيه 900، وهي طائرة نفاثة تُستخدم عادة لتشغيل رحلات إقليمية قصيرة إلى متوسطة المدى. جهزت شركة دلتا طائرة سي آر جيه 900 لاستيعاب ما يصل إلى 76 راكبًا.
كان هذا الحادث هو ثاني حادث خسارة بدن طائرة من طراز بومباردييه سي آر جيه 700 في عام 2025، بعد الاصطدام الجوي على نهر بوتوماك بالقرب من مطار رونالد ريغان الوطني في أواخر يناير.

### الركاب وطاقم الطائرة
كانت الرحلة تحمل على متنها 80 شخصًا، وأربعة من أفراد الطاقم وحمولة كاملة من 76 راكبًا، من بينهم 22 مواطنًا كنديًا. يتكون الطاقم من قبطان وضابط أول ومضيفي طيران.
وقالت دلتا إن الطيارين لديهم خبرة ومعرفة بالطيران في ظروف الشتاء.
ردًا على المعلومات المضللة المتداولة على وسائل التواصل الاجتماعي، أصدرت دلتا بيانًا في 20 فبراير لتوضيح خلفية الطيارين. وذكرت شركة الطيران أن القبطان عينته شركة خطوط ماسابا الجوية [الإنجليزية]، الشركة السابقة لشركة طيران إنديفور، في أكتوبر 2007. بعد اندماج شركة ماسابا مع طيران بيناكل لتشكيل شركة إنديفور في عام 2012، واصل مسيرته المهنية مع شركة الطيران، حيث عمل قائدًا في الخدمة الفعلية بالإضافة إلى تولي أدوار في تدريب الطيارين وسلامة الطيران.
انضمت الضابطة الأولى إلى شركة طيران إنديفور في يناير 2024، وأكملت تدريبها في أبريل، ومنذ ذلك الحين بدأت الطيران مع الشركة. حصلت على شهادة طيار النقل الجوي [الإنجليزية] الكاملة، وهي أعلى مستوى من شهادة الطيار في الولايات المتحدة، قبل عام من توظيفها في شركة إنديفور. بالإضافة إلى ذلك، نفت شركة دلتا المزاعم المنتشرة عبر الإنترنت التي تفيد بأن أحد الطيارين قد فشل في تدريبات سابقة، وأكدت أن كلا أفراد الطاقم تجاوزوا الحد الأدنى من متطلبات الخبرة الفيدرالية للطيران، وكانوا معتمدين بالكامل لشغل مناصبهم.

### الطقس
في وقت وقوع الحادث، استمرت الثلوج المتطايرة [الإنجليزية] في أعقاب عاصفة شتوية اجتاحت المنطقة خلال اليومين السابقين. انت الرياح تهب من الغرب بسرعة 51 كيلومترًا في الساعة، مع هبات وصلت إلى 64 كيلومترًا في الساعة وبلغت درجة الحرارة حوالي -8.6 درجة مئوية.

## الحادث
تحطمت الطائرة عند هبوطها على عتبة المدرج 23 في مطار تورنتو بيرسون الدولي في الساعة 2:13 مساءً بتوقيت شرق الولايات المتحدة (19:13 بالتوقيت العالمي). انفصلت زعنفة الذيل وجناح واحد مما أدى إلى اندلاع حريق، بينما استقر جسم الطائرة مقلوبًا قليلاً إلى الجانب الأيمن من المدرج وباتجاه معاكس لمسار الهبوط. نشر أحد الركاب مقطع فيديو على وسائل التواصل الاجتماعي يُظهر عملية الإخلاء والطائرة المقلوبة.
أظهرت لقطات مصورة من طائرة كانت تنتظر الإقلاع لحظة اصطدام الرحلة 4819 بالأرض عند هبوطها، حيث ارتدت وانزلقت إلى الأمام مع تدحرجها نحو اليمين. انفصل الجناح الأيمن للطائرة قبل أن تستقر على ظهرها بينما تصاعدت ألسنة اللهب من جسم الطائرة. أظهرت مقاطع أخرى الطائرة المقلوبة بدون جناحها الأيمن وزعنفة الذيل الممزقة، شوهد الدخان يتصاعد من جسم الطائرة.
أكد خبراء سلامة الطيران إن المضيفات وتصميم الطائرة لعبا دورًا مهمًا في ضمان سلامة الركاب نسبيًا أثناء الحادث. وأظهرت مقاطع الفيديو المنتشرة على الإنترنت المضيفين وهم يعملون بسرعة لإجلاء جميع الركاب من الطائرة.
أفاد مسؤولو الطوارئ أن 21 شخصًا أصيبوا في الحادث، حيث عانوا من التواءات في الظهر، وجروح في الرأس، وغثيان بسبب استنشاق أبخرة وقود الطيران. من بين المصابين، كان هناك طفل ورجل في الستينيات من عمره وامرأة في الأربعينيات بحالة حرجة، لكن لم تكن هناك إصابات تهدد الحياة. نُقل ثلاثة من المصابين إلى المستشفيات عبر طائرة الإسعاف الجوي. وفقًا لشركة دلتا للطيران، خرج جميع الركاب المصابين البالغ عددهم 21 راكبًا من المستشفيات في غضون أربعة أيام، وكان آخرهم في 20 فبراير.

## التداعيات
أوقف المطار جميع عمليات الإقلاع والهبوط حتى الساعة 5:00 مساءً بتوقيت شرق الولايات المتحدة، حيث استؤنفت بعدها حركة الطيران. بدأ مطار مونتريال ترودو الدولي ومطار أوتاوا ماكدونالد كارتييه الدولي [الإنجليزية] ومطار جون سي مونرو هاملتون الدولي [الإنجليزية] والمطارات الأخرى في قبول الرحلات المحولة بعد الحادث. عرضت شركة "دلتا إيرلاينز" تعويضًا بقيمة 30,000 دولار أمريكي لكل راكب كان على متن الطائرة، مشيرةً إلى أن العرض "ليس له أي شروط" ولا يؤثر على الحقوق القانونية المستقبلية للركاب.
- شاحنة إطفاء بجوار بدن الطائرة المحترق في الرحلة 4819
- رؤية واضحة للذيل والجناح الأيمن الذين انفصلا
- عرض أقرب من بدن الطائرة رأسًا على عقب

## التحقيق
أرسل مجلس سلامة النقل الكندي [الإنجليزية] (TSB) أكثر من 20 محققًا لبدء التحقيق في الحادث. لدعم التحقيق، أُرسل ممثلين من وزارة النقل الكندية [الإنجليزية]، والمجلس الوطني لسلامة النقل الأمريكي، وإدارة الطيران الفيدرالية الأمريكية، وشركة طيران إنديفور، وخطوط دلتا الجوية، وشركة ميتسوبيشي للطائرات المصنعة للطائرة. في 18 فبراير، أعلن المحققون أنهم استعادوا مسجل صوت قمرة القيادة ومسجل بيانات الرحلة وأرسلوهما إلى مختبر مكتب سلامة النقل لمزيد من التحليل.   أُغلق اثنين من مدارج المطار للسماح للمحققين بفحص الحطام والمدرج.

## الملاحظات
1. ↑  دلتا كونيكشن هو اسم علامة تجارية تستخدمها خطوط دلتا الجوية لرحلات شركات الطيران الإقليمية التي تبيعها بموجب اتفاقيات مشاركة بالرمز مع ثلاث شركات طيران شريكة، بما في ذلك إنديفور إير. إنديفور إير مملوكة لشركة دلتا إير لاينز.
2. ↑  التي اشترت برنامج سي آر جيه من بومباردييه في عام 2019
3. ↑  المعروف أيضًا باسم "الصندوق الأسود"